# Vírus Reston
O vírus Reston (RESTV) é um dos seis vírus conhecidos do gênero Ebolavirus. O RESTV causa a doença do vírus Ebola em primatas não-humanos; ao contrário dos outros cinco ebolavírus, não se sabe se causa doença em humanos, mas tem causado infecções assintomáticas. O vírus Reston foi descrito pela primeira vez em 1990 como uma nova "cepa" do vírus Ebola (EBOV). É o único membro da espécie Reston ebolavirus, que está incluída no gênero Ebolavirus, família Filoviridae, ordem Mononegavirales. O nome do vírus Reston vem de Reston, Virgínia, EUA, onde o vírus foi descoberto pela primeira vez.
O RESTV foi descoberto em macacos-cinomolgos pelos Laboratórios Hazleton (atualmente Labcorp Drug Development) em 1989. Isso atraiu uma atenção significativa da mídia devido à localização de Reston na área metropolitana de Washington, DC, e à letalidade de um vírus Ebola intimamente relacionado. Apesar de seu status como um organismo de nível 4, o vírus Reston não é patogênico para os seres humanos, embora seja perigoso para os macacos; a percepção de sua letalidade foi agravada pela coinfecção do macaco com o vírus da febre hemorrágica símia (SHFV). Apesar das pesquisas em andamento, os fatores determinantes da falta de patogenicidade humana ainda não foram descobertos.

## Nomenclatura
O vírus Reston foi introduzido pela primeira vez como uma nova "cepa" do vírus Ebola em 1990. Em 2000, recebeu a designação de vírus Reston Ebola e, em 2002, o nome foi alterado para Reston ebolavirus. As abreviações anteriores para o vírus eram EBOV-R (para o vírus Ebola Reston) e, mais recentemente, REBOV (para o vírus Reston Ebola ou Reston ebolavirus). O vírus recebeu sua designação atual em 2010, quando foi renomeado como vírus Reston (RESTV).
Um vírus da espécie Reston ebolavirus é um vírus Reston (RESTV) se tiver as propriedades dos ebolavírus Reston e se seu genoma divergir do genoma do protótipo do vírus Reston. Por exemplo, existe a variante do vírus Reston da Pensilvânia (RESTV/Pen), que difere em menos de 10% em nível de nucleotídeo.

## História

### Descoberta
Ao investigar um surto de febre hemorrágica símia (SHFV) em novembro de 1989, um microscopista eletrônico do USAMRIID chamado Thomas W. Geisbert descobriu filovírus de aparência semelhante ao vírus Ebola em amostras de tecido retiradas de um macaco-cinomolgo importado das Filipinas para o Laboratórios Hazleton em Reston, Virgínia. O filovírus foi isolado pelo Dr. Peter Jahrling e, no período de três meses, mais de um terço dos macacos morreu - a uma taxa de dois ou três por dia.
Durante o incidente, foram coletadas amostras de sangue de 178 manipuladores de animais, dos quais seis acabaram se tornando seroconvertidos, com resultado positivo no teste ELISA. No entanto, eles permaneceram assintomáticos. Em janeiro de 1990, um tratador de animais em Hazelton se cortou ao realizar uma necropsia no fígado de um macaco infectado. Sob a direção dos Centros de Controle e Prevenção de Doenças (Centers for Disease Control and Prevention - CDC), o tratador de animais foi colocado sob vigilância durante o período de incubação. Quando o tratador do animal não ficou doente, concluiu-se que o vírus tinha baixa patogenicidade em humanos.

### Investigação

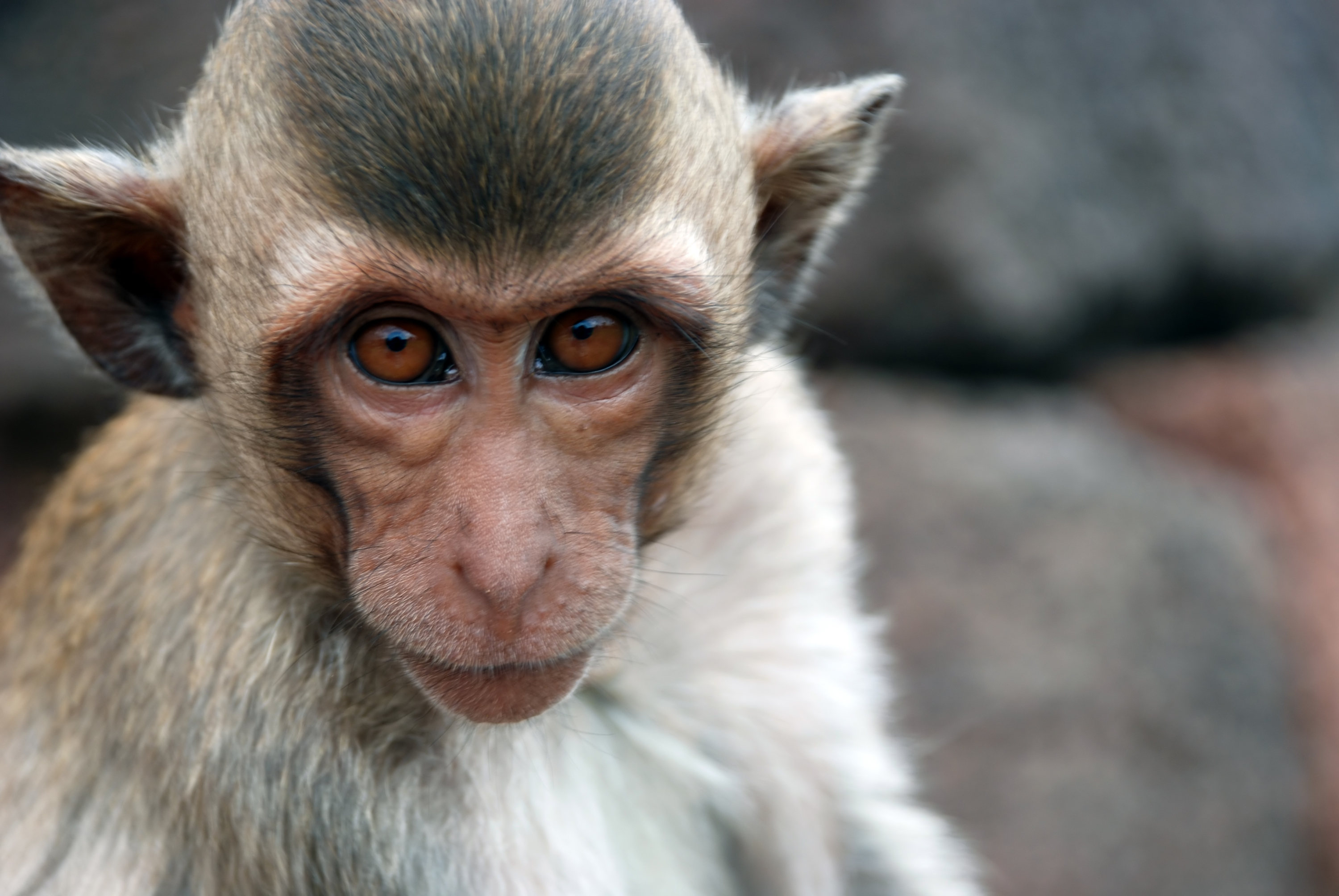
Descobriu-se que macacos-cinomolgos, importados das Filipinas, eram portadores do filovírus.

Após a descoberta de um filovírus em macacos-cinomolgos, o CDC conduziu uma investigação para rastrear a infecção. Os macacos foram importados das Filipinas, que não tinham registro anterior de infecções por SHFV ou ebolavírus. Suspeitou-se que os macacos contraíram as duas doenças durante o trânsito a bordo da KLM Airlines antes de chegar a Reston. As remessas foram rastreadas até a cidade de Nova York, o Texas e a Cidade do México, mas nenhuma delas apresentou casos de infecção.
Em janeiro de 1990, os Laboratórios Hazelton se recuperam de suas perdas anteriores e começaram a importar macacos novamente do mesmo estabelecimento em Manila que havia fornecido os animais originais. Os macacos importados foram infectados e submetidos à eutanásia. No início de fevereiro, o CDC recebeu relatos da doença em Alice, Texas. Em março, a Divisão de Quarentena do CDC garantiu a proibição temporária da importação de macacos para os Estados Unidos de qualquer parte do mundo.
Após o anúncio do surto da doença por filovírus em Reston, Virgínia, foi realizada uma pesquisa de soros para avaliar a prevalência da infecção. Das várias centenas de soros recebidos pelo CDC, aproximadamente dez por cento mostraram alguma reação ao antígeno do ebolavírus, embora geralmente em níveis baixos. Contraintuitivamente, a maioria dos macacos com resultado positivo era da Indonésia.
Em maio de 1990, uma investigação liderada por Susan Fisher-Hoch, Steve Ostroff e Jerry Jennings foi enviada à Indonésia. Durante a investigação, foi levantada a hipótese de que poderia haver uma infecção cruzada, uma vez que os macacos com suspeita de doença eram normalmente colocados em gaiolas com até vinte a trinta outros macacos com suspeita de doença. Ao chegarem, foram informados de que a maioria dos macacos havia sido importada da ilha de Sumatra. A equipe de investigação não encontrou nenhum vestígio do vírus em nenhum dos casos.
Após a investigação na Indonésia, foi realizado um experimento no laboratório de nível 4 no campus do CDC no Condado de DeKalb, Geórgia, com trinta e dois macacos: dezesseis Cercopithecus aethiops e dezesseis Macaca fascicularis. Metade de ambas espécies de macacos foi infectada com o vírus Reston e a outra metade com o vírus Ebola. A infecção pelo vírus Ebola foi letal para quase todos os macacos. Entretanto, a maioria dos macacos infectados com o vírus Reston se recuperou em um mês. Os macacos sobreviventes foram mantidos por dois anos para detectar qualquer vestígio do vírus - nenhum foi encontrado. Entretanto, os macacos continuaram a ter um alto nível de anticorpos.

### Pós-Reston
Após o teste no campus do CDC no Condado de DeKalb, dois dos macacos que sobreviveram à infecção pelo vírus Reston foram infectados com uma dose muito grande do vírus Ebola, em um esforço para produzir uma vacina contra o Ebola. Um dos dois macacos permaneceu resistente; o segundo morreu.
O prédio físico em que ocorreu o surto foi demolido em 30 de maio de 1995 e uma creche foi construída em seu lugar. A simulação espacial moderna por computador indica que o patógeno poderia ter chegado aos dois principais aeroportos (Aeroporto Internacional Dulles e Aeroporto Nacional Ronald Reagan de Washington) em menos de 45 minutos, assumindo caminhos de transmissão direta.

### Surtos e casos
- 1989 -1990 Filipinas - Alta mortalidade entre macacos-cinomolgos em uma instalação de primatas responsável pela exportação de animais para os Estados Unidos.[23] Três trabalhadores da instalação desenvolveram anticorpos, mas não ficaram doentes.[24]
- 1989 Reston, Virgínia, Estados Unidos - O RESTV foi introduzido em instalações de quarentena na Virgínia e na Pensilvânia por macacos importados das Filipinas.[14]
- 1989-1990 - O RESTV foi introduzido em instalações de quarentena no Texas por macacos importados das Filipinas. Quatro humanos desenvolveram anticorpos, mas não adoeceram.[9][25]
- 1996 Alice, Texas, Estados Unidos - Ocorreu um surto no Centro de Primatas do Texas que importou macacos das Filipinas.[26]
- 2008 Manila, Filipinas - Em 11 de dezembro de 2008, porcos de fazendas um pouco ao norte de Manila, nas Filipinas, testaram positivo para o vírus. O CDC e a Organização Mundial da Saúde estão investigando.[27] Em 23 de janeiro de 2009, as autoridades de saúde das Filipinas anunciaram que um trabalhador de uma fazenda de suínos havia sido infectado pelo vírus. Embora o homem fosse assintomático e a fonte da infecção seja incerta, isso pode representar o primeiro caso de transmissão do vírus Reston de suínos para humanos - um fato que pode causar preocupação, pois os suínos podem ser capazes de transmitir doenças mais mortais aos humanos. A situação foi investigada.[28] Por fim, descobriu-se que seis trabalhadores eram soropositivos para anticorpos contra o ebolavírus Reston. Nenhum deles desenvolveu qualquer sintoma perceptível de doença.[29] 2015 Manila, Filipinas - Em 6 de setembro, o departamento de saúde relatou um surto do vírus Reston em uma instalação de criação de primatas para pesquisa. Vinte e cinco trabalhadores foram testados para o vírus. Todos os trabalhadores tiveram resultado negativo para a doença.[30]

## Na cultura popular
- O livro best-seller de 1994 de Richard Preston, The Hot Zone, dramatizou o surto de ebolavírus em Reston, Virgínia.[31] Em 2019, a National Geographic exibiu uma minissérie de seis episódios, também intitulada The Hot Zone.